# Садки (Бердичівський район)
Садки́ — село в Україні, у Бердичівському районі Житомирської області. Населення становить 430 осіб.

## Географія
У селі бере початок річка Гуйва, права притока Тетерева.

## Історія
У липні 1919 року в селах Великі Гадомці й Садки Бердичівського повіту відбулося повстання місцевих мешканців проти реквізицій продовольства радянською владою. Виступ селян був придушений зброєю.

## Населення
Згідно з переписом УРСР 1989 року чисельність наявного населення села становила 474 особи, з яких 202 чоловіки та 272 жінки.
За переписом населення України 2001 року в селі мешкали 422 особи.

### Мова
Розподіл населення за рідною мовою за даними перепису 2001 року:
| Мова       | Відсоток |
| ---------- | -------- |
| українська | 98,37 %  |
| російська  | 1,16 %   |
| молдовська | 0,47 %   |